# Tina Knowles
Célestine Ann „Tina“ Knowles, rozená Beyonce (* 4. ledna 1954 Galveston) je americká módní návrhářka kreolského původu. Je jednou ze zakladatelů značky House of Deréon.
Tina Knowles je matkou Beyoncé a Solange a exmanželka Matthewa Knowlese. Tina projektovala a šila kostýmy pro dívčí skupinu Destiny's Child.
Tina a Beyoncé založily vlastní módní značku House of Deréon. Módní styl značky se inspiroval stylem hip-hop 40. a 70. let. 

## Osobní život

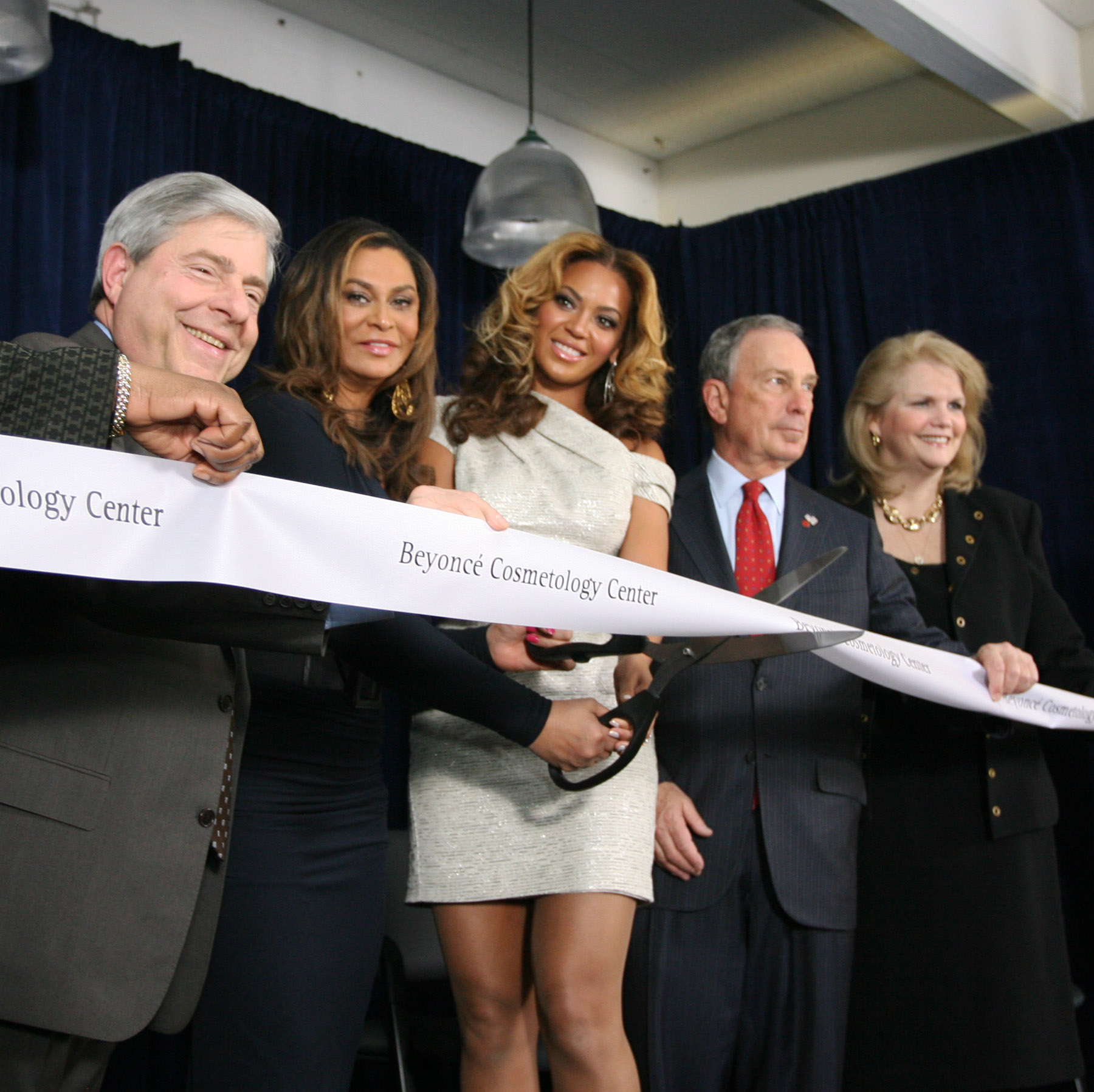
Tina Knowles (druhá zleva) při vernisáži Beyoncé Cosmetology Center v roce 2010

Tina má mladšího bratra a je tetou Angely Beyincé, která je asistentkou Beyoncé.